# 地球感動スペシャル
『感動地球スペシャル』（かんどうちきゅうスペシャル）は、テレビ静岡が1991年に放送を開始したドキュメンタリー・紀行番組である。それまでは「テレビ寺子屋スペシャル」（「テレビ寺子屋○○スペシャル」を含む）として放送されてきたが番組名を変更した。
フジテレビ系列28局ネットで放送された。年1回制作・放送され、番組の大部分は海外ロケで構成される。歴代の旅人は中川翔子、大島優子、松下奈緒ら。
なお、2021年以降はこれに代わり「アニマルリスペクトTV 動物さまの言うとおり」を放送している。

## ネット局
| 放送対象地域   | 放送局                    | 系列                                         | 遅れ       |
| -------------- | ------------------------- | -------------------------------------------- | ---------- |
| 静岡県         | テレビ静岡（SUT）         | フジテレビ系列                               | 制作局     |
| 関東広域圏     | フジテレビ（CX）          | フジテレビ系列                               | 同時ネット |
| 北海道         | 北海道文化放送（uhb）     | フジテレビ系列                               | 同時ネット |
| 岩手県         | 岩手めんこいテレビ（mit） | フジテレビ系列                               | 同時ネット |
| 宮城県         | 仙台放送（OX）            | フジテレビ系列                               | 同時ネット |
| 秋田県         | 秋田テレビ（AKT）         | フジテレビ系列                               | 同時ネット |
| 山形県         | さくらんぼテレビ（SAY）   | フジテレビ系列                               | 同時ネット |
| 福島県         | 福島テレビ（FTV）         | フジテレビ系列                               | 同時ネット |
| 新潟県         | NST新潟総合テレビ（NST）  | フジテレビ系列                               | 同時ネット |
| 長野県         | 長野放送（NBS）           | フジテレビ系列                               | 同時ネット |
| 富山県         | 富山テレビ（BBT）         | フジテレビ系列                               | 同時ネット |
| 石川県         | 石川テレビ（ITC）         | フジテレビ系列                               | 同時ネット |
| 福井県         | 福井テレビ（FTB）         | フジテレビ系列                               | 同時ネット |
| 中京広域圏     | 東海テレビ（THK）         | フジテレビ系列                               | 同時ネット |
| 近畿広域圏     | 関西テレビ（KTV）         | フジテレビ系列                               | 同時ネット |
| 島根県・鳥取県 | 山陰中央テレビ（TSK）     | フジテレビ系列                               | 同時ネット |
| 岡山県・香川県 | 岡山放送（OHK）           | フジテレビ系列                               | 同時ネット |
| 広島県         | テレビ新広島（tss）       | フジテレビ系列                               | 同時ネット |
| 愛媛県         | テレビ愛媛（EBC）         | フジテレビ系列                               | 同時ネット |
| 高知県         | 高知さんさんテレビ（KSS） | フジテレビ系列                               | 同時ネット |
| 福岡県         | テレビ西日本（TNC）       | フジテレビ系列                               | 同時ネット |
| 佐賀県         | サガテレビ（STS）         | フジテレビ系列                               | 同時ネット |
| 長崎県         | テレビ長崎（KTN）         | フジテレビ系列                               | 同時ネット |
| 熊本県         | テレビくまもと（TKU）     | フジテレビ系列                               | 同時ネット |
| 大分県         | テレビ大分（TOS）         | 日本テレビ系列 フジテレビ系列                | 同時ネット |
| 宮崎県         | テレビ宮崎（UMK）         | フジテレビ系列 日本テレビ系列 テレビ朝日系列 | 同時ネット |
| 鹿児島県       | 鹿児島テレビ（KTS）       | フジテレビ系列                               | 同時ネット |
| 沖縄県         | 沖縄テレビ（OTV）         | フジテレビ系列                               | 同時ネット |